# Мангутське сільське поселення (Киринський район)
Мангу́тське сільське поселення (рос. Мангутское сельское поселение) — сільське поселення у складі Киринського району Забайкальського краю Росії.
Адміністративний центр та єдиний населений пункт — село Мангут.

## Населення
Населення сільського поселення становить 2114 осіб (2019; 2169 у 2010, 2286 у 2002).